# ジェラルド・グリーン
ジェラルド・アンソニー・グリーン・ジュニア（Gerald Anthony Green, Jr. , 1986年1月26日 - ）はアメリカ合衆国・テキサス州ヒューストン出身のプロバスケットボール選手。
2005年のマクドナルド・オール・アメリカンのスラムダンクコンテストと2007年のNBAスラムダンクコンテストで優勝、2008年のNBAスラムダンクコンテストでは準優勝し、スラムダンク王に輝いた経歴を持つ。
ポジションはシューティングガードとスモールフォワードを兼ねるスウィングマン。

## 経歴
小学6年生の頃、チャンピオンリングに見立てた母親の卒業指輪を付けたままドアに着けたミニフープにダンクした際に、指輪がリングに引っかかってしまったことが原因で、右手の薬指が3分の1程しか無くなっている。
中学からバスケやアメフトをプレーした。高校では一度留年を経験するなど、グリーンのバスケット生活はしばしば学業に足を引っ張られた。グリーンが高校4年生の時には平均33得点12リバウンド7アシスト3ブロックの成績を残し、マクドナルド後援のオールアメリカンチームに選出された。
大学には進学せず、2005年のNBAドラフトでボストン・セルティックスから1巡目18位で指名を受けてNBA入りを果たすものの、すぐにDリーグ送りとなり、シーズンの半分以上をフェイエットビル・ペイトリオッツで過ごした。そして2006年2月3日のロサンゼルス・クリッパーズ戦で初めてNBAのコートを踏む。ルーキーイヤーは32試合に出場し、5.2得点1.3リバウンドの成績に終わった。
2006-2007シーズンには81試合に出場し、平均22.0分で10.5得点2.6リバウンドの成績を残し、2007年4月10日のアトランタ・ホークス戦では自身初の30得点以上となる33得点をあげた。1月にチームのエースであるポール・ピアースが怪我でチームを離れた際には先発に起用され、主に得点面で活躍したものの、チームは悪夢の18連敗を記録する。またスラムダンクコンテストに出場し、前スラムダンク王のネイト・ロビンソンを手で目隠しをして飛び越えてダンクを決めるなどのパフォーマンスを披露し、優勝を果たした。同年7月31日、ケビン・ガーネットとのトレードにより、グリーンを含む5選手と共にミネソタ・ティンバーウルブズへ移籍した。
ウルブズでは満足のいく出場時間を得られぬまま、07-08シーズン途中に生まれ故郷の、ヒューストン・ロケッツに放出され、わずか1試合で解雇、08-09シーズンにダラス・マーベリックスでプレーしたのち、NBAを離れる。
その後ロシア、中国を経てNBA、ニュージャージー・ネッツに加入しNBA復帰。
11-12シーズン3月には、ブレイク・グリフィンやレブロン・ジェームズらを抑え年間ベストダンクに選ばれた、驚異的な跳躍力を駆使したアリウープを披露。
2012年7月12日、インディアナ・ペイサーズに移籍した。
2013年7月27日、マイルズ・プラムリー、2014年のドラフト1巡指名権とともに、ルイス・スコラとの交換でフェニックス・サンズに移籍した。2013-14シーズンは全82試合に出場し、平均28.4分で15.8得点を記録するなど自己最高の成績を残した。チームとしては48勝のカンファレンス9位で惜しくもプレーオフには出場できなかった。
2015年7月9日、マイアミ・ヒートと1年契約を結んだ。
2016年7月23日、ボストン・セルティックスと契約した。
2017年9月22日、ミルウォーキー・バックスとトレーニングキャンプに関する契約を結んだが、シーズン開幕直前に解雇された。
2017年12月28日、ヒューストン・ロケッツと契約、2018年1月3日のオーランド・マジック戦で27得点、4日のゴールデンステート・ウォリアーズ戦では29得点を記録、先発出場した4月11日のサクラメント・キングス戦では31得点の活躍だった。プレーオフでは自身初めてチームの全試合に出場し、怪我のクリス・ポールを欠いたカンファレンスファイナル第7戦まで重要な戦力として奮闘した。
2020年2月5日、グリーンは4チーム間のトレードでデンバー・ナゲッツに放出され、ナゲッツは後にTwitterを通じて、グリーンを解雇したと発表した。
2020年12月1日、再びロケッツと非保証の1年契約を締結。しかし、シーズン開幕前に解雇された。
2021年10月22日、現役引退を表明し、ロケッツの選手育成担当コーチに就任したことが発表された。
2022年1月8日、NBAGリーグのリオグランデバレー・バイパーズと契約し、現役復帰した。

## 個人成績

### NBAレギュラーシーズン
| シーズン  | チーム | GP  | GS  | MPG  | FG%   | 3P%  | FT%  | RPG | APG | SPG | BPG | PPG  |
| --------- | ------ | --- | --- | ---- | ----- | ---- | ---- | --- | --- | --- | --- | ---- |
| 2005–06   | BOS    | 32  | 3   | 11.7 | .478  | .300 | .784 | 1.3 | .6  | .4  | .1  | 5.2  |
| 2006–07   | BOS    | 81  | 26  | 22.0 | .419  | .368 | .805 | 2.6 | 1.0 | .5  | .3  | 1.4  |
| 2007–08   | MIN    | 29  | 0   | 12.3 | .331  | .385 | .829 | 2.1 | 1.0 | .3  | .1  | 5.1  |
| 2007–08   | HOU    | 1   | 0   | 4.0  | 1.000 | .000 | .000 | 2.0 | .0  | .0  | .0  | 6.0  |
| 2007-08計 | HOU    | 30  | 0   | 12.1 | .344  | .385 | .829 | 2.1 | 1.0 | .3  | .1  | 5.1  |
| 2008–09   | DAL    | 38  | 12  | 9.9  | .439  | .304 | .844 | 1.4 | .4  | .3  | .1  | 5.2  |
| 2011–12   | NJN    | 31  | 2   | 25.2 | .481  | .391 | .754 | 3.5 | 1.1 | .9  | .5  | 12.9 |
| 2012–13   | IND    | 60  | 7   | 18.0 | .366  | .314 | .800 | 2.4 | .8  | .3  | .4  | 7.0  |
| 2013–14   | PHO    | 82  | 48  | 28.4 | .445  | .400 | .848 | 3.4 | 1.5 | .9  | .5  | 15.8 |
| 2014–15   | PHO    | 74  | 4   | 19.5 | .416  | .354 | .825 | 2.5 | 1.2 | .6  | .2  | 11.9 |
| 2015–16   | MIA    | 69  | 14  | 22.6 | .392  | .323 | .783 | 2.4 | .8  | .6  | .3  | 8.9  |
| 2016–17   | BOS    | 47  | 0   | 11.4 | .409  | .351 | .805 | 1.8 | .7  | .2  | .1  | 5.6  |
| 2017–18   | HOU    | 41  | 2   | 22.7 | .407  | .369 | .850 | 3.2 | .6  | .6  | .4  | 12.1 |
| 2018–19   | HOU    | 73  | 0   | 20.2 | .400  | .354 | .838 | 2.5 | .5  | .5  | .4  | 9.2  |
| 通算      | 通算   | 658 | 118 | 19.8 | .417  | .361 | .818 | 2.5 | .9  | .5  | .3  | 9.7  |

### NBAプレーオフ
| シーズン | チーム | GP | GS | MPG  | FG%  | 3P%  | FT%   | RPG | APG | SPG | BPG | PPG |
| -------- | ------ | -- | -- | ---- | ---- | ---- | ----- | --- | --- | --- | --- | --- |
| 2009     | DAL    | 6  | 0  | 4.3  | .286 | .200 | .500  | .3  | .0  | .2  | .0  | 1.8 |
| 2013     | IND    | 9  | 0  | 11.7 | .420 | .333 | 1.000 | 1.3 | .3  | .0  | .1  | 6.1 |
| 2016     | MIA    | 12 | 0  | 9.2  | .327 | .286 | .800  | 1.4 | .1  | .3  | .1  | 3.3 |
| 2017     | BOS    | 13 | 7  | 14.8 | .472 | .467 | .889  | 1.5 | .7  | .2  | .1  | 7.5 |
| 2018     | HOU    | 17 | 0  | 16.0 | .394 | .375 | .857  | 2.9 | .1  | .2  | .4  | 6.3 |
| 2019     | HOU    | 11 | 0  | 8.8  | .300 | .345 | 1.000 | 1.1 | 0.1 | .3  | .3  | 3.5 |
| 通算     | 通算   | 68 | 7  | 11.8 | .389 | .374 | .844  | 1.7 | 0.2 | .2  | .2  | 5.1 |